# George Hazelwood Locket
 (janvier 2013).
Si vous disposez d'ouvrages ou d'articles de référence ou si vous connaissez des sites web de qualité traitant du thème abordé ici, merci de compléter l'article en donnant les références utiles à sa vérifiabilité et en les liant à la section « Notes et références ».
George Hazelwood Locket est un enseignant et  britannique arachnologiste amateur, né le 12 août 1900 près de Kent dans le Surrey et mort le 27 janvier 1991.

## Biographie
Après la Première Guerre mondiale, il fait ses études à Oxford où Sir Julian Huxley (1887-1975) le convainc d’abandonner la chimie pour la biologie. Il passe sa vie à enseigner les sciences (principalement la chimie) et consacre son temps libre à l’étude des araignées. Il bénéficie des conseils de ses aînés : William Falconer (1862-1943), John Edward Hull (1863-1960) et Arthur Randell Jackson (1877-1944).
Après la guerre, un petit groupe d’arachnologues britanniques comprenant lui-même, William Syer Bristowe (1901-1979), Alfred Frank Millidge (1914-) et Theodore Horace Savory (1896-1981), décide de produire une faune bien illustrée pour la détermination des araignées de la Grande-Bretagne. Cet ouvrage paraît en trois volumes sous le titre de British Spiders, les deux premiers volumes signés de Locket et Millidge (1951 et 1953), le dernier signé, en plus, par Peter Merrett (1974). Cet ouvrage, moderne et clair, va grandement contribuer à l’essor de l’aranéologie britannique. Il participe à la création en 1959 du Faltford Mill Field Centre qui deviendra plus la British Spider Study Group (1964) puis la British Arachnological Society (1969). Il reçoit en 1974 le prix Stamford Raffles de la Zoological Society of London.